# 李林甫
李林甫（683年—753年1月3日），小名哥奴，號月堂，陕西人。唐朝遠房宗室、權臣、奸臣。唐玄宗开元二十二年（734年）五月，出任礼部尚书同中书门下平章事，从此任相十九年。
李林甫任相期间主要对唐高宗以来逐渐恶化的冗官现象进行了整顿，并编订《长行旨》改革地方财政，在京师设置常平仓解决长安长期的缺粮情况，编订《唐六典》等。后期因卷入唐玄宗震慑太子李亨一案而开罪唐肃宗，又与杨国忠不和，导致身后声名狼藉。
李林甫去世之后，一向对其敬畏的幽州将领安禄山发起反唐叛乱，唐朝盛极而衰。

## 生平
李林甫出自李唐宗室郇王房，是郇王李祎（太祖李虎第六子）的玄孙，长平肃王李叔良的曾孙，华阳郡公、原州长史李孝斌的孙子，揚州參軍李思誨之子。
李林甫性狡獪，雖然能執筆為文，但並沒有學問，善音律，為舅氏姜皎所愛。姜皎的亲家堂叔祖父侍中源乾曜對李林甫評价不好，他說：“郎官須有素行才望高者，哥奴豈是郎官耶？”
唐玄宗開元十四年，任御史中丞，歷任刑部、吏部侍郎，其中離間中書令張九齡，使之被貶。开元二十二年（734年）至天宝十一载（752年）间任唐朝宰相，开元二十四年（736年）起兼任中书令。为人陰柔奸狡，人称“口蜜腹剑”，又稱他為「肉腰刀」。并参与武惠妃夺嫡之谋，造成皇太子李瑛、鄂王李瑶、光王李琚三位皇子被冤杀，意在拥立武惠妃之子寿王李瑁，未遂后又试图废黜新的皇太子李璵（即肅宗李亨），迫使李璵先后休弃一妻一妾。
開元年間，張嘉貞、王晙、張說、蕭嵩、杜暹等皆以節度使之職入朝知政事。李林甫欲杜絕“出將入相”之源，嘗奏曰：“文士為將，怯當矢石，不如用寒族、蕃人，蕃人善戰有勇，寒族即無黨援。”自是高仙芝、哥舒翰皆專任大將，李林甫利用這些人不太識文字，無法入相，以鞏固自身的權力，但此舉使安祿山趁機亂階，間接造成安史之亂爆發。因與楊國忠相惡，死後為國忠所構陷，追奪官爵，時人以爲冤。

## 和文人的关系
《新唐书》和《资治通鉴》均载李林甫“尤忌文学之士”。《新唐书》称天宝六年他操纵科举，导致无人及第，其中包括杜甫和元结，而自己反而奏称“野无遗贤”。《资治通鉴》也沿用此说法。这一说法的最早来源是元结所写的《喻友》，但文中原话是“布衣之士无有第者”，也就是没有否定非平民出身者及第的可能性。实际上后来当了太公庙丞的张陟（一作张涉）可能就是天宝六年及第的。
《旧唐书》又称高适也是因为不受李林甫看重而仅仅当了一个封丘尉，但实际上封丘是紧县，对于一个没有身份背景的人来说，给封丘尉不算小看他。而高适获官后也曾作《留上李右相》向李林甫表达感激。
李本人虽然不是科举出身，但也懂得作诗，和韩朝宗、席豫有来往，与张九龄、王维、孙逖、卢僎均有唱和。王维在《和仆射晋公扈从温汤》中称他为“哲匠”，孙逖《奉和李右相赏会昌林亭》称其为“贤相”。在李任内，王维最高担任过五品上的库部郎中、吏部郎中，孙逖当过正四品上的太子左庶子，席豫当过正三品的礼部尚书。王维和他的关系尤其好，除去写诗唱和之外，二人也是画友。张彦远《历代名画记》即说：“李林甫，亦善丹青”。此外，王维和李的书记苑咸也有交往，王曾写《苑舍人能书梵字兼达梵音皆曲尽其妙戏为之赠》赠与苑咸，后者写了《酬王维》回应他，之后王又写了《重酬苑郎中并序》。
李林甫掌权十八年间，虽有许多阴谋算计，但自身能力的确有过人之处。《旧唐书》即评其处事谨慎、有章法：“每事过慎，条理众务，增修纲纪，中外迁除，皆有恒度”。

## 逸聞
- 《旧唐书·李林甫传》記載李林甫雖然能執筆為文，但並沒有學問。李林甫執掌吏部時，有候補人選嚴迥判語使用了「杕杜」二字[註 1]，李林甫不識「杕」字，詢問吏部侍郎韋陟「杖杜」二字何意，韋陟不敢據實回答，只得低頭不語。又有一次李林甫写信祝賀舅家表弟太常少卿姜度生子之喜，将“弄璋”[註 2]写成了“弄獐”。[1]遂有人以“杖杜宰相”和“弄獐宰相”来譏諷他才疏學淺。

- 成語“口蜜腹劍”也是與他有關。[2][3]

- 安祿山得唐玄宗寵信，於天寶六年獲授御史大夫，於是恃著恩寵，在謁見宰相李林甫時不甚謙恭。李林甫於是命安祿山與玄宗的另一名寵臣王鉷一同參見，安祿山見同為大夫的王鉷向李林甫恭謹行禮，嚇得也一同彎腰行禮。李林甫與安祿山交談，總能猜到他心中所想並事先說出來；見安祿山嚇得一身冷汗，又溫言說話並以禮相待，並把自己的袍披在他身上。安祿山因而對李林甫敬若神明，知無不言。手下劉駱谷向安祿山奏事，他都先問李林甫說了甚麼，若李林甫說了好話便歡呼，若曾提及安祿山要檢討之言，則怕得要死。[7][8]

## 家庭
- 有子二十五人，女二十五人
- 子，李岫，将作監
- 子，李崿，司儲郎中
- 子，李嶼，太常少卿
- 子，李崒，武功令
- 子，李㟶，符寶郎
  - 李弘澤，字德潤，宗正卿
    - 李仁之，汴州参军
    - 李昌圖
    - 李損之，虢州參軍
    - 李大雅，常熟尉
- 女，嫁张博济
- 女，嫁郑平
- 女，嫁杜位
- 女，嫁齐宣
- 女，嫁元捴
- 女，李腾空，出家为道，道号女真

传说晚唐文人李袭吉是其后人。

## 延伸阅读
[在维基数据编辑]
 在维基文库阅读此作者作品
 《舊唐書·卷106》，出自刘昫《舊唐書》
 《新唐書·卷223上》，出自《新唐書》